# Brecha (film)
Brecha è un film del 2009 diretto da Iván Noel.
Pellicola di produzione spagnola in cui il regista francese Noel, al suo esordio, figura anche come produttore, cosceneggiatore, montatore e musicista.
Il film, inedito in Italia, è divenuto famoso anche tra il pubblico italiano grazie alla sua presenza sul sito You Tube.

## Trama
Un padre, appena uscito di galera, ha un difficile rapporto da ricostruire con il figlio di dodici anni.

## Produzione
Tutti gli attori del film, ad eccezione di Francisco Alfonsín non sono professionisti.
L'intero film è stato girato nel villaggio di Lebrija nel sud della Spagna, dove il regista ha vissuto per un anno prima di iniziare le riprese.
Per la scena del gatto morto, al gatto venne data una piccola dose di tranquillante per farlo stare fermo.